# Honoré Daumet

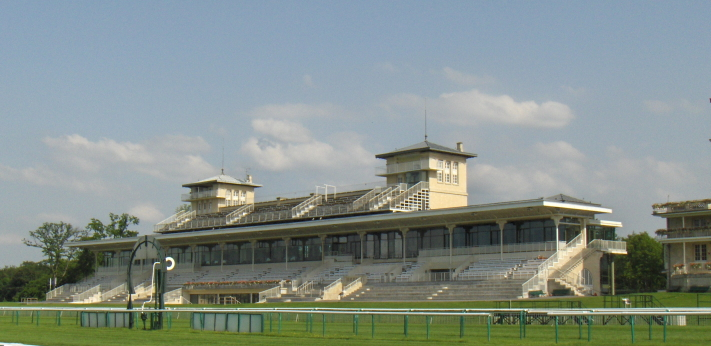
L'Ippodromo di Chantilly, progettato da Daumet

Pierre Jérôme Honoré Daumet (Parigi, 23 ottobre 1826 – Parigi, 12 dicembre 1911) è stato un architetto francese.

## Biografia
Daumet risultò il vincitore del Prix de Rome del 1855, e nel 1861 condusse una spedizione in Macedonia su richiesta di Napoleone III alla ricerca di beni archeologici, accompagnato dallo studioso Léon Heuzey. Al suo ritorno in patria sposò la figlia dell'architetto Charles-Auguste Questel.
Daumet istituì un proprio atelier che a sua volta fece da scuola a nove futuri vincitori del Grand Prix, tra cui Charles-Louis Girault, ed attrasse asé un gran numero di studenti stranieri come Charles McKim e Austin W. Lord. Legò il suo nome al Castello di Chantilly che ricostruì dalle fondamenta per volontà di Enrico, duca d'Aumale, realizzando anche il locale ippodromo.
Nel 1908 Daumet ottenne la Royal Gold Medal della Royal Institute of British Architects.

## Opere notevoli
Tra i suoi lavori più importanti ricordiamo:  
- L'estensione del fronte occidentale del Palais de Justice di Parigi, 1857–1868, con Louis Duc
- Ricostruzione del Castello di Chantilly, 1875–1882
- Basilica del Sacro Cuore, Parigi, 1884-1886 (Daumet fu il primo dei cinque architetti che si succedettero nel completamento della basilica dopo la morte di Paul Abadie)
- Grenoble, Palais de Justice, Palais des Facultés
- Restauro del théâtre antique d'Orange.
- Restauro del castello di Saint-Germain-en-Laye.
- Restauro della cappella del castello di Versailles
- Convento di Notre-Dame de Sion a Gerusalemme in stile romanico